# Open de Macao (badminton)
Pour les articles homonymes, voir Open de Macao.
L'Open de Macao est un tournoi international annuel de badminton organisé à Macao par la Fédération de badminton de Macao (FBM) depuis 2006.  Avec une dotation globale de 120 000 $, il fait partie dès 2007 des tournois professionnels classés Grand Prix Gold par la BWF. En 2002, une première édition nommée Macau International s'est tenue à Macao.
En 2018, il intègre le nouveau circuit BWF World Tour en catégorie Super 300 et sa dotation passe à 150 000 $.

## Palmarès
| Année                    | Simple hommes                                          | Simple dames                                           | Double hommes                                          | Double dames                                           | Double mixte                                           |
| ------------------------ | ------------------------------------------------------ | ------------------------------------------------------ | ------------------------------------------------------ | ------------------------------------------------------ | ------------------------------------------------------ |
| Macau International      |                                                        |                                                        |                                                        |                                                        |                                                        |
| 2006                     | Lin Dan                                                | Judith Meulendijks                                     | Cai Yun Fu Haifeng                                     | Gao Ling Huang Sui                                     | Thomas Laybourn Kamilla Rytter Juhl                    |
| BWF Grand Prix Gold      |                                                        |                                                        |                                                        |                                                        |                                                        |
| 2007                     | Chen Jin                                               | Xie Xingfang                                           | Koo Kien Keat Tan Boon Heong                           | Gao Ling Huang Sui                                     | Xie Zhongbo Zhang Yawen                                |
| 2008                     | Taufik Hidayat                                         | Zhou Mi                                                | Koo Kien Keat Tan Boon Heong                           | Cheng Shu Zhao Yunlei                                  | Xu Chen Zhao Yunlei                                    |
| 2009                     | Lee Chong Wei                                          | Wang Yihan                                             | Koo Kien Keat Tan Boon Heong                           | Du Jing Yu Yang                                        | He Hanbin Yu Yang                                      |
| 2010                     | Lee Chong Wei                                          | Li Xuerui                                              | Ko Sung-hyun Yoo Yeon-seong                            | Cheng Wen-hsing Chien Yu-chin                          | Tontowi Ahmad Liliyana Natsir                          |
| 2011                     | Lee Hyun-il                                            | Wang Shixian                                           | Chai Biao Guo Zhendong                                 | Jung Kyung-eun Kim Ha-na                               | Tontowi Ahmad Liliyana Natsir                          |
| 2012                     | Chen Yuekun                                            | Sun Yu                                                 | Lee Sheng-mu Tsai Chia-hsin                            | Eom Hye-won Jang Ye-na                                 | Tontowi Ahmad Liliyana Natsir                          |
| 2013                     | Son Wan-ho                                             | P. V. Sindhu                                           | Hoon Thien How Tan Wee Kiong                           | Bao Yixin Tang Jinhua                                  | Lu Kai Huang Yaqiong                                   |
| 2014                     | Xue Song                                               | P. V. Sindhu                                           | Danny Bawa Chrisnanta Chayut Triyachart                | Ou Dongni Yu Xiaohan                                   | Edi Subaktiar Gloria Emanuelle Widjaja                 |
| 2015                     | Jeon Hyeok-jin                                         | P. V. Sindhu                                           | Ko Sung-hyun Shin Baek-cheol                           | Jung Kyung-eun Shin Seung-chan                         | Shin Baek-cheol Chae Yoo-jung                          |
| 2016                     | Zhao Junpeng                                           | Chen Yufei                                             | Lee Jhe-huei Lee Yang                                  | Chen Qingchen Jia Yifan                                | Zhang Nan Li Yinhui                                    |
| 2017                     | Kento Momota                                           | Cai Yanyan                                             | Wahyu Nayaka Ade Yusuf Santoso                         | Huang Yaqiong Yu Xiaohan                               | Zheng Siwei Huang Yaqiong                              |
| BWF World Tour Super 300 |                                                        |                                                        |                                                        |                                                        |                                                        |
| 2018                     | Lee Hyun-il                                            | Michelle Li                                            | Kim Gi-jung Lee Yong-dae                               | Vivian Hoo Yap Cheng Wen                               | Tang Chun Man Tse Ying Suet                            |
| 2019                     | Sitthikom Thammasin                                    | Michelle Li                                            | Li Junhui Liu Yuchen                                   | Du Yue Li Yinhui                                       | Dechapol Puavaranukroh Sapsiree Taerattanachai         |
| 2020 2021 2022           | Éditions annulées en raison de la pandémie de Covid-19 | Éditions annulées en raison de la pandémie de Covid-19 | Éditions annulées en raison de la pandémie de Covid-19 | Éditions annulées en raison de la pandémie de Covid-19 | Éditions annulées en raison de la pandémie de Covid-19 |
| 2023                     | Compétition retirée du calendrier                      | Compétition retirée du calendrier                      | Compétition retirée du calendrier                      | Compétition retirée du calendrier                      | Compétition retirée du calendrier                      |
| 2024                     | Ng Ka Long (en)                                        | Gao Fangjie (en)                                       | Chen Xujun (en) Liu Yi (en)                            | Li Wenmei (en) Zhang Shuxian (en)                      | Guo Xinwa (en) Chen Fanghui (en)                       |
| 2025                     | Alwi Farhan (en)                                       | Chen Yufei                                             | Junaidi Arif (en) Yap Roy King (en)                    | Hsieh Pei-shan (en) Hung En-tzu (en)                   | Mathias Christiansen (en) Alexandra Bøje (en)          |